# Salomon Kok
Sallie of Salomon Kok was een Antwerpse diamanthandelaar uit de 20e eeuw, van Joods-Nederlandse afkomst, die een rol speelde in de Vlaamse Beweging.
Politiek was hij veeleer in linkse hoek te plaatsen. Kok ontpopte zich als belangrijk activistisch geldschieter. Activistische publicaties werden door hem gefinancierd. Niet alleen steunde hij De Vlaamsche Post van Leo Picard, spreekbuis van de radicale activisten, maar in 1917 was hij ook medefinancier voor een afvaardiging van socialistische activisten op het internationaal socialistisch vredescongres in Stockholm. Net als Marten Rudelsheim was hij betrokken bij de Antwerpse afdeling van Volksopbeuring (1915), die behoeftige Vlamingen steunde. Kok streed zowel voor Vlaanderen als voor een Joodse staat.